# Rowland Fraser
Rowland Fraser (10. ledna 1890 – 1. července 1916) byl skotský ragbista. Narodil se ve městě Perth a v roce 1908 odešel studovat na Pembroke College na Cambridgeské univerzitě. Téhož roku byl vybrán, aby hrál za univerzitní tým Cambridge University RFC při meziuniverzitních turnajích. To se opakovalo i roku 1909 a 1910 (roku 1910 byl kapitánem mužstva). V roce 1911 hrál za Skotský národní ragbyový tým (první zápas hrál proti Francii). Dne 15. srpna 1914 byl pověřen do střelecké brigády. Dne 4. ledna 1915 odešel se svou jednotkou do Francie. V srpnu 1915 byl povýšen na poručíka a v listopadu téhož roku na kapitána. V červnu 1916 se vrátil na čtyři dny domů. Dne 20. června 1916 se oženil s Dorothy Ross. Byl zabit dne 1. července 1916 v první den bitvy na Sommě.